# Alexander’s Star

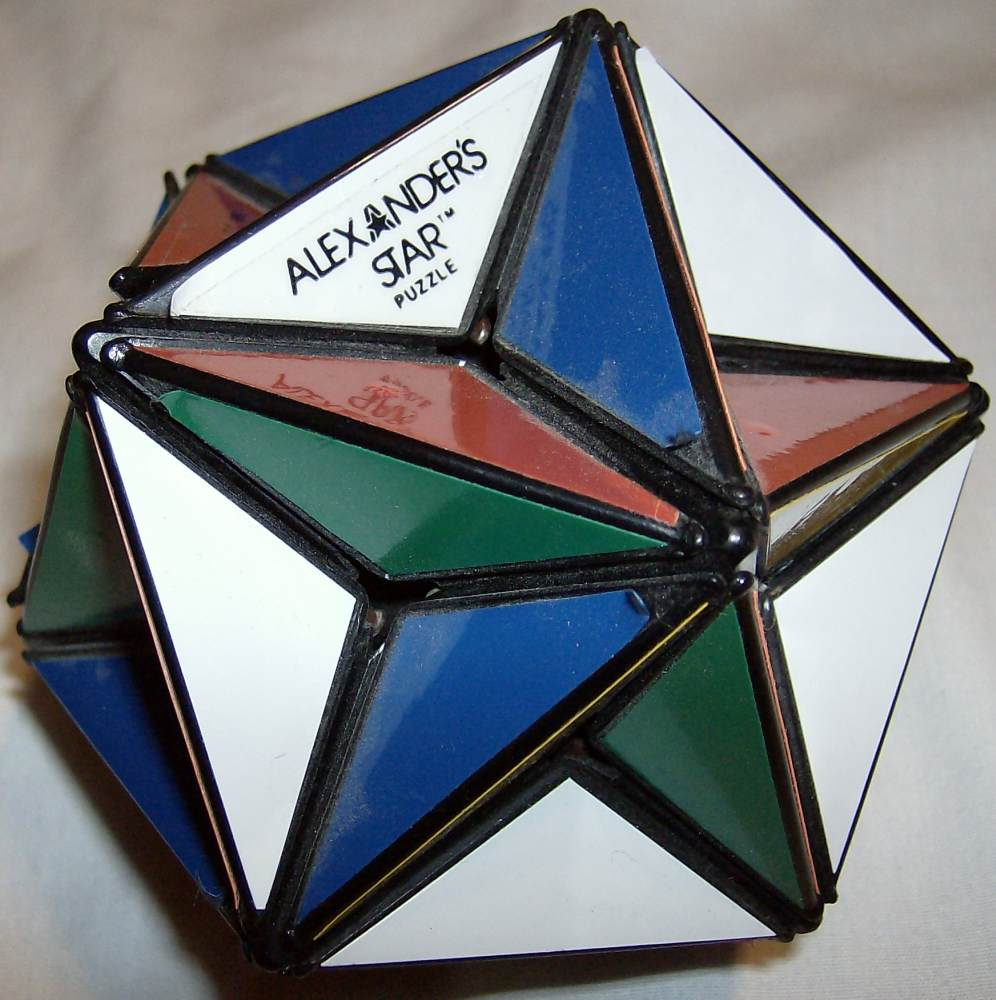
Alexander’s Star

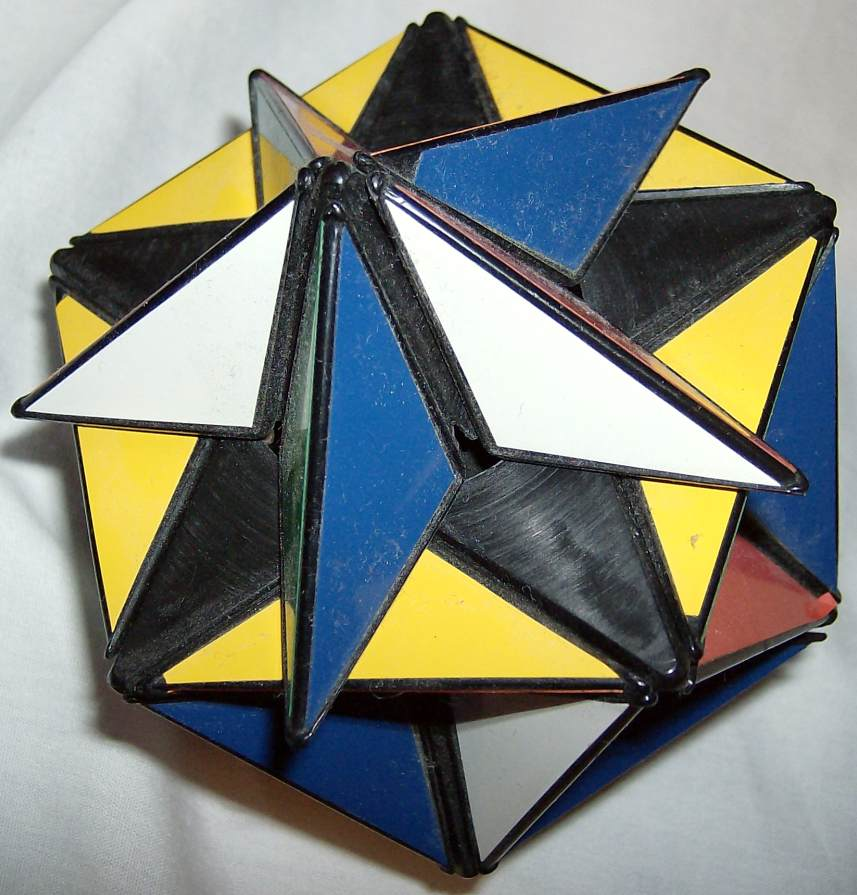
Stern verdreht

Alexander’s Star ist ähnlich wie der Rubik’s Cube (auch bekannt als: „Zauberwürfel“) ein 3D-Knobelspiel, hat aber im Gegensatz zu diesem Hexaeder (Würfel) mit 20 beweglichen Teilen die Form eines Großen Dodekaeders mit 30 beweglichen Teilen und ähnelt daher mehr dem Megaminx. Der Maximaldurchmesser zweier gegenüberliegender Spitzen beträgt 101,6 mm (4″), die Kantenlängen jeweils rund 49 mm.
Er wurde von Adam Alexander, einem New Yorker Mathematiker und Erfinder, entwickelt und 1982 zum Patent angemeldet. Er konnte jedoch nie die Popularität des Zauberwürfels auch nur annähernd erreichen.
Jedes der zwölf ineinander verlaufenden Fünfeckseitenflächen ist zugleich die Drehebene eines erhabenen Sterns in Pentagrammform, hat also fünf zulässige (deckende) Drehpositionen. Farblich ist der Alexander’s Star so gestaltet, dass jeder der zwölf drehbaren Sterne 2×5 Farben besitzt und die jeweilige Ebene die sechste, die gleiche wie die räumlich genau entgegengesetzte Fläche auf der anderen Seite.
Nicht alle 29! · 213 = 72.431.714.252.715.638.411.621.302.272.000.000 oder ≈ 7,24 · 1034 Positionen sind aufgrund der Symmetrien einstellbar bzw. unterscheidbar, möglich sind theoretisch 30! · 230 Permutationen.